# Rheinischer Gulden

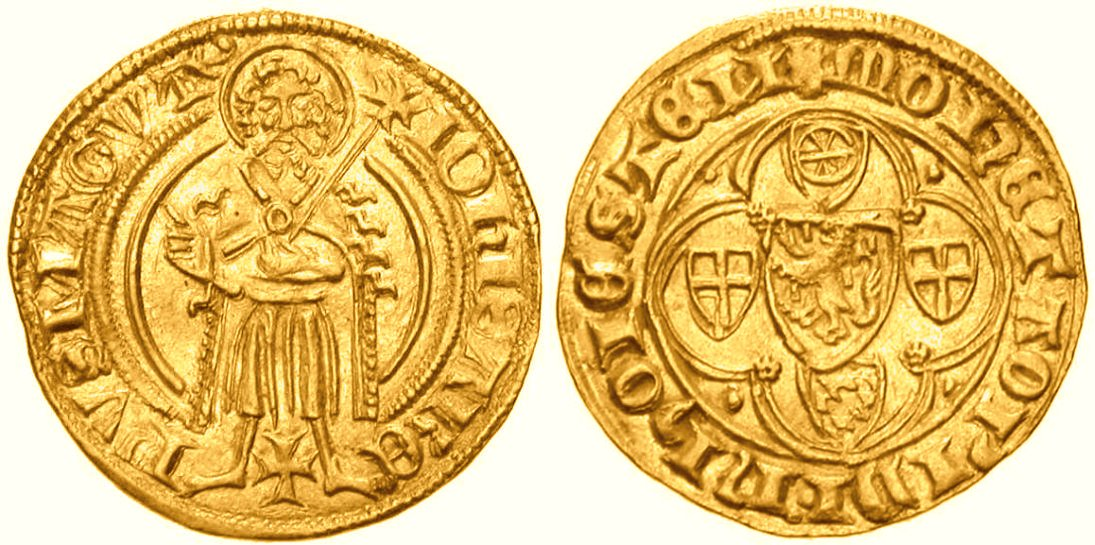
Goldgulden: Mainz, Erzbischof Johann II. von Nassau (1397–1419), geprägt zwischen 1399 und 1402 in Frankfurt-Höchst
Avers: Johannes der Täufer mit Kreuzzepter, die Rechte zum Segen erhoben; zwischen den Füßen ein Johanniterkreuz. Umschrift: IOH(ann)IS AR(chi)EP(iscop)VSMAGV(n)T(inus)
Revers: Vierpass; in der Mitte das nassauische Wappen, in den Bögen die Schilde von Kurmainz, Kurköln, Kurtrier, und von Bayern für Kurpfalz. Umschrift: MONETA OP(p)IDI IN HOIESTEN

Der Rheinische Gulden (lat.: florenus Rheni) war im Spätmittelalter die regionale Goldwährung im Geltungsbereich des Rheinischen Münzvereins. Das einzige Münznominal dieser Währung war der Rheinische Gulden, Abkürzung: Rfl., auch fl.(rh.) oder fl(rh).

## Entstehung
Am 8. Juni 1386 gründeten die vier rheinischen Kurfürsten Kuno von Trier, Friedrich von Köln, Adolf von Mainz und Ruprecht von der Pfalz den ersten Rheinischen Münzverein, dem bis in die erste Hälfte des 16. Jahrhunderts weitere folgten. Der Rheinische Münzverein ließ als gemeinsame Goldmünze den Rheinischen Gulden prägen und setzte ihn in seinem Geltungsbereich in Umlauf. Der Währungsraum des Rheinischen Münzvereins erstreckte sich rheinabwärts bis Neuss, moselaufwärts bis Cochem, rheinaufwärts und mainabwärts bis Worms und Höchst.
Die Erzbischöfe von Trier und Köln hatten schon 1372 einen Münzverein zur Vereinheitlichung des Münzwesens und Gewährleistung der Münzqualität gebildet und Gold- und Silbermünzen mit festgelegtem Feingehalt prägen lassen. Als Goldmünze ließen sie einen Gulden mit dem Heiligen Petrus auf der Vorderseite und als gemeinsame Silbermünze den Weißpfennig prägen. Sie ließen sich ihre Hilfe bei der Wahl von Karl IV. (1346–1378) zum deutschen König mit dem Goldmünzprivileg belohnen. Trier erhielt das Privileg am 25. November 1346, Köln am 26. November 1346 und Mainz am 22. Januar 1354.
Ursprünglich hatten die Stände nur das Recht, Pfennige zu prägen, nicht aber größere Silber- oder Goldmünzen. Die Ausgabe von Goldmünzen war seit der Antike das alleinige Recht des römischen Kaisers, dessen Münzregal bei den römisch-deutschen Kaisern verblieben war. Nur von diesen konnte das Goldmünzprivileg verliehen werden. Als erster Kaiser des Heiligen Römischen Reiches hatte Ludwig IV. ein Goldmünzprivileg verliehen. Nach den Bestimmungen der Goldenen Bulle besaßen jedoch ab 1356 alle Kurfürsten des Heiligen Römischen Reiches das uneingeschränkte Münzrecht und damit das Privileg, Goldmünzen prägen zu lassen – das Goldmünzprivileg.
Der Pfalzgraf bei Rhein war einer der ersten Kurfürsten, der dieses Recht in Anspruch nahm, und er gründete mit den drei Erzbischöfen 1386 den Rheinischen Münzverein, dessen Hauptmünze der Rheinische Gulden war. Als Vorläufer dieses Rheinischen Guldens mögen die Einzelprägungen der vier Kurfürsten gelten, die spätestens ab 1354 begannen. Diese waren nach Gewicht und Gepräge noch echte Florine: 66 von ihnen gingen auf die Kölner Mark von 233,856 g, das Raugewicht betrug also 3,543 g, der Feingehalt von 23½ Karat bedeutete ein Feingewicht von 3,469 g. a Aber schon mit Gründung des Münzvereines wurde der Feingehalt auf 23 Karat reduziert (= 3,396 g Gold); bis 1417 blieb zumindest das Raugewicht konstant, der Goldanteil wurde jedoch über 22½ Karat 1399 (= 3,322 g), 22 Karat 1409 (= 3,248 g) bis auf 20 Karat (= 2,952 g) abgesenkt. Das Münzbild änderte sich ebenfalls: Die Lilie wurde durch einen Dreipass b ersetzt, jeweils mit dem Wappen des ausgebenden Münzherrn in der Mitte und den Wappen der drei anderen in den Ecken; an die Stelle des heiligen Johannes trat 1419 der heilige Petrus, der seinerseits später durch Christus ersetzt wurde.
Diesem Rheinischen Gulden versuchten die deutschen Könige und Kaiser einen eigenen Gulden entgegenzusetzen, um so das von ihren Vorgängern leichtfertig vergebene Privileg der Goldmünzenprägung wieder zurückzugewinnen. Nach 1400 begann König Ruprecht von der Pfalz (1400–1410) in der Reichsmünzstätte zu Frankfurt (Main) mit der Prägung von Florinen. Richtig in Gang gesetzt wurde die Reichsprägung von seinem zweiten Nachfolger, König Sigismund (1411–1437), der durch den Reichserbkämmerer Konrad von Weinsberg ab 1418 die Ausbringung von Goldgulden in den königlichen Münzstätten Frankfurt, Nördlingen, Dortmund (seit 1419) und Basel (seit 1429) organisieren ließ. Der Revers zeigt einen Reichsapfel, weswegen die Reichsgoldgulden auch als Apfelgulden bezeichnet wurden. Es kam zu beträchtlichen Prägezahlen, in Frankfurt allein sollen 1418 eine Viertelmillion Stück ausgebracht worden sein. Dennoch gelang es der Reichsregierung nicht, eine Reichsgoldmünze durchzusetzen. Dies lag zum einen an eigenem Verschulden, da die Kaiser aufgrund ihrer andauernden Geldknappheit die Reichsmünzstätten schon früh verpfändeten und so die Kontrolle über die Ausprägung ihrer eigenen Münzen verloren. Außerdem trugen sie dazu bei, dass die Prägung von Goldmünzen weiter zersplittert wurde – und dadurch noch schlechter zu kontrollieren war –, weil sie schnell wieder dazu übergingen, das Privileg der Guldenprägung – natürlich gegen Bezahlung – weiterzuverleihen (z. B. an Sachsen, Hamburg und Köln). Zum andern lag es am Widerstand der vier Kurfürsten, die den Umlauf des Apfelguldens wegen angeblich zu geringen Goldgehaltes seit 1420 regelmäßig in ihren Hoheitsgebieten verboten – während sie selbst das Feingewicht ihres eigenen Guldens immer wieder senkten. Dabei schreckten sie auch vor Lug und Trug nicht zurück: Als sie dem Kaiser 1417 mitteilten, ihren Gulden zu 22 Karat ausbringen zu wollen, hatten sie sich untereinander in einer geheimen Zusatzvereinbarung schon längst auf 20 Karat geeinigt.
In der Folge ist die Geschichte des Goldguldens im Westen des Reiches dadurch gekennzeichnet, dass die Münzherren und Pächter ständig der Versuchung erlagen, heimlich den Goldanteil zu senken. Vor allem der in den Städten konzentrierte Handel führte ständig wegen der unterwertigen Gulden Klage. Die Kaiser versuchten wiederum, das Absenken des Münzfußes wenigstens einzudämmen, wenn sie es schon nicht verhindern konnten.
Theoretisch geschah dies aufgrund von Reichstagsbeschlüssen und Münzverträgen in groben Schritten wie folgt: Von 1420 bis 1490 sollte der Feingehalt 19 Karat betragen, allerdings wurde das Raugewicht nach und nach verringert, von 66 Stück pro Gewichtsmark auf 68, was am Ende dieses Zeitraums ein Gesamtgewicht von 3,439 g und ein Feingewicht von 2,723 g bedeutete. Auf dem Reichstags zu Worms 1495 wurden die von den rheinischen Kurfürsten 1490 festgelegten Werte übernommen: Aufzahl 71⅓ auf die raue Mark (= 3,278 g) und Feingehalt 18½ Karat (= 2,527 g). Der Versuch der 1. Reichsmünzordnung von Esslingen 1524, den Feingehalt wieder auf 22 Karat anzuheben, scheiterte. 1559 schließlich wurde der Münzfuß auf den Wert von 72 auf die raue Mark verschlechtert (= 3,248 g Gesamtgewicht), was bei gleichbleibenden 18½ Karat nur noch einen Goldgehalt von 2,504 g ergab. Praktisch brachte ein 1551 in Nürnberg abgehaltener Valvationstag aber ganz andere Ergebnisse zutage: Die schlechtesten deutschen Gulden waren nur 15 Karat fein, die schlechtesten niederländischen gar nur 8 Karat.

## Bedeutung
Der Rheinische Münzverein war für das Münzwesen des Rheinlandes und für das gesamte Heilige Römische Reich von größter Bedeutung. Die Goldgulden des Rheinischen Münzvereines wurden überall als Handelsmünze akzeptiert und bis ins 17. Jahrhundert als Rechnungsmünze verwendet.
Der Rheinische Gulden war die Grundlage für viele regionale Währungen im gesamten Heiligen Römischen Reich und auf finanzieller Ebene das „einigende Band“ des Reiches. Nicht nur Gold-, sondern auch Silbermünzen wurden in ihrem Wert nach Rheinischen Gulden bewertet und damit ihr Wechselkurs festgesetzt; in der Mark Brandenburg wurden z. B. 1426 „drey gute rheinische gulden für ein schock groschen“ gerechnet.
Die Währungsangleichung des Meißner Groschens an den Rheinischen Gulden als Basis für die regionale Groschenwährung der Markgrafschaft Meißen erfolgte von 1368 bis 1369. In dieser Zeit wurden die Groschen vom Typ Breiter Groschen in der Landeshauptmünzstätte zu Freiberg und der Zwickauer Münze geprägt. Seit Mitte des 15. Jahrhunderts wurde ein fester Wechselkurs zwischen Meißner Groschen und Rheinischen Gulden hergestellt. Anfangs im Verhältnis 1/20 und 1/21 zum rheinischen Goldgulden geprägt, musste dieser als „Oberwähr“ bezeichnete Groschen bei allen Zahlungen in der Markgrafschaft Meißen angenommen werden. Später wurde der Meißner Groschen dann im Verhältnis 1/26 zum Goldgulden geprägt und als „Beiwähr“ bezeichnet.
Die seit 1498 aus dem Silber der Gruben des Schreckenbergs ausgebrachten und zunächst in der Frohnauer Münze geprägten Schreckenberger Groschen nach der sächsischen Münzordnung vom 18. August 1498 im Feingehalt von 861/1000 waren zu sieben Stück auf den rheinischen Goldgulden zu rechnen.

## Wechselkurs
- 1426, Mark Brandenburg: 3 Gulden = 1 Schock (60 Stück) Groschen[3][18]
- 1424, Mainz-Pfälzer-Pfennigverein: 1 Gulden = 20 Weißpfennige[19]
- Die Schildgroschen wurden nach der meißnischen Münzordnung von 1405 zu 20 Stück je rheinischer Gulden geprägt.[20]
- Die hessischen Schildgroschen wurden 1436 zu 20 Stück je rheinischer Gulden ausgebracht.[21]
- Die Schwertgroschen wurden nach der sächsischen Münzordnung von 1456/57 zu 26 Stück je rheinischer Gulden geprägt.[22]
- 1490 wurde in Sachsen das Wertverhältnis Gulden : Groschen = 1 : 21 festgelegt. Als das Wertverhältnis später geändert wurde, blieb das Verhältnis als Rechnungsmünze „meißnischer Gulden“ bis ins 19. Jahrhundert bestehen.[23] Sonderfall: Siehe Reichsgulden zu 21 Groschen (1584), die Ausprägung der Rechnungsmünze.

## Ablösung
Der Rheinische Gulden wurde bis zum Ende des ersten Viertels des 17. Jahrhunderts vom Rheinischen Münzverein geprägt und war bis in die beginnende Neuzeit als anerkannter Wertmesser die Hauptmünze im Heiligen Römischen Reich. Er entwickelte sich darüber hinaus zur weitverbreiteten Handelsmünze in Mittel- und Westeuropa.
Mit dem Aufkommen der großen Silbermünzen um 1500 begann die Bedeutung des Rheinischen Guldens zu schwinden, die Prägezahlen gingen merklich zurück. Im Reichsabschied zur 3. Reichsmünzordnung von 1559 wird erstmals der zuverlässige Dukat als Reichs-Goldmünze im Kurs von 102–104 Kreuzern und 23 ⅔ Karat anerkannt, während gleichzeitig die besonders unterwertig ausgebrachten Gulden verboten wurden. Der Dukat wurde in der Folge zur Hauptgoldmünze im Reich, die Prägung der Goldgulden nahm im 17. Jahrhundert merklich ab. Im 18. Jahrhundert wurden sie nur noch selten ausgegeben, und zwar meist als Gedenkmünzen, zuletzt als Neujahrspräsente der Stadt Würzburg für den Fürstbischof 1798.
Die erste Reichsmünzordnung, die Esslinger Reichsmünzordnung von 1524, und die zweite, die Augsburger Reichsmünzordnung von 1551, hatten die Wertgleichheit von rheinischen Goldgulden und Güldener/Guldiner bestimmt. Erst die dritte 
Augsburger Reichsmünzordnung von 1559, am 19. August 1559 von Kaiser Ferdinand I. (1531 römischer König, 1558–1564(61) Kaiser) auf dem Augsburger Reichstag erlassen, hob die Wertgleichheit auf.
Allerdings wurde noch zweimal der Versuch gemacht, den Goldgulden als Kurantmünze c wieder einzuführen, beide Male ohne großen Erfolg, da sich die Wertstellung von Gold zu Silber ständig änderte: Kurhannover prägte von 1749 bis 1757 fünf Nominale im Leipziger 18-Gulden-Fuß. Diese wiesen Angaben in Goldgulden und Taler auf: ¼ GOLD G. // ½ THAL, ½ GOLD GULDEN // 1 THAL, I GOLD GULDEN // 2 THAL, II GOLD GULDEN // 4 THALER, IIII GOLD GULDEN // 8 THALER. Später gaben Baden und Württemberg in Gold Vielfache des Silberguldens im 24½-Gulden-Fuß aus: Ihre 5- und 10-Gulden-Stücke wurden in Baden von 1819 bis 1828 mit einem Feingehalt von 21⅔ Karat (3,105 g und 6,209 g) ausgebracht, in Württemberg von 1824 bis 1825 mit einem Feingehalt von 21½ Karat (2,99 g und 5,98 g).
Auch gegenwärtig beträgt die Jahres(kalt)miete für eine Wohnung in der Fuggerei nach dem Willen des Stifters den nominellen, inflationsunbeachteten Wert eines Rheinischen Guldens: 0,88 Euro.